# Hulda Lind Jóhannsdóttir
Hulda Lind Jóhannsdóttir, född 30 december 1966 på Island, är en svensk-isländsk skådespelare.

## Biografi
Jóhannsdóttir utbildades vid Larssons Teaterakademi i Göteborg 1991–1993. Därefter var hon verksam vid bland annat Teater Pero. 1999–2003 var hon engagerad vid Unga riks.  Sedan 2005 tillhör hon Dramatens ensemble.

## Filmografi
| År   | Roll                 | Produktion                                          | Noter                     |
| ---- | -------------------- | --------------------------------------------------- | ------------------------- |
| 2016 | Anestesiläkaren Rita | Syrror                                              | TV-serie Avsnitt 1:2, 2:9 |
| 2023 | Klåff                | Julkalendern: Trolltider – legenden om bergatrollet | Avsnitt 1-24              |

## Teater

### Roller (ej komplett)
| År   | Roll                                       | Produktion                                                          | Regi                          | Teater                                 |
| ---- | ------------------------------------------ | ------------------------------------------------------------------- | ----------------------------- | -------------------------------------- |
| 1997 |                                            | Se hur jag hörs Johanna Langhorst och Pernilla Glaser               | Pernilla Glaser               | Kilenscenen/ Strindbergs Intima Teater |
| 1999 |                                            | Gud den oklippta versionen                                          | Peter Engkvist                | Teater Pero                            |
| 2001 | Malla                                      | Malla handlar Eva Eriksson                                          | Elisabeth Frick               | Unga riks                              |
| 2003 | Sambon                                     | Cabaret Colorado Christian Augrell och Bengt Andersson              | Bengt Andersson               | Teater Tre                             |
| 2005 | Prinsessan Eugenie                         | Ruttet - ett prinsessliv Sofia Fredén                               | Elisabeth Frick               | Dramaten                               |
| 2006 | Fru Borkmans husjungfru                    | John Gabriel Borkman Henrik Ibsen                                   | Hilda Hellwig                 | Dramaten                               |
| 2006 | Effi                                       | Klaus ont Erika Lucas Svensson                                      | Staffan Roos                  | Dramaten                               |
| 2007 | Loll                                       | Blottare och parasiter Lucas Svensson                               | Ole Anders Tandberg           | Dramaten                               |
| 2008 | Jakob Israel Olaus Petris hustru           | Tre kronor August Strindberg                                        | Åsa Kalmér                    | Dramaten                               |
| 2008 | Pigan                                      | Onkel Vanja (Дядя Ваня, Djadja Vanja) Anton Tjechov                 | Hilda Hellwig                 | Dramaten                               |
| 2009 | Akulina                                    | Mörkrets makt (Власть тьмы, Vlast′ t′my) Lev Tolstoj                | Michaela Granit               | Dramaten                               |
| 2009 | Sofi                                       | Final Victoria Benedictsson och Axel Lundegård                      | Hilda Hellwig                 | Dramaten                               |
| 2009 | Fru Reed Grace Poole                       | Jane Eyre Charlotte Brontë                                          | Ellen Lamm                    | Dramaten                               |
| 2010 | Ophelie                                    | Slott i Sverige (Château en Suède) Françoise Sagan                  | Jenny Andreasson              | Dramaten                               |
| 2010 | Lady Torrance                              | Mannen i ormskinnsjackan (Orpheus Descending) Tennessee Williams    | Malin Stenberg                | Dramaten                               |
| 2011 | Den mindre typen Rektorn                   | En egen ö (Saari kaukana täältä) Laura Ruohonen                     | Jenny Andreasson              | Dramaten                               |
| 2011 | Medverkande                                | Köpmannens kontrakt (Die Kontrakte des Kaufmanns) Elfriede Jelinek  | Mellika Melouani Melani       | Dramaten                               |
| 2012 | Kokerskan                                  | Spöksonaten August Strindberg                                       | Mats Ek                       | Dramaten                               |
| 2012 | Mlle Poussier                              | Chéri Colette                                                       | Jenny Andreasson              | Dramaten                               |
| 2013 |                                            | The Mental States of Sweden Mattias Andersson                       | Mattias Andersson             | Dramaten                               |
| 2014 | Vera                                       | Under belägring Marianne Lindberg De Geer                           | Marianne Lindberg De Geer     | Dramaten                               |
| 2014 | Eva                                        | Hej, det är jag igen Kristina Lugn                                  | Sara Giese                    | Dramaten                               |
| 2015 | Irma                                       | Mannen utan minne (Mies vailla menneisyyttä) Aki Kaurismäki         | Nadja Weiss                   | Dramaten                               |
| 2015 | Evelyn                                     | Barnet Jon Fosse                                                    | Johannes Holmen Dahl          | Dramaten                               |
| 2016 | Violetta Volkova Polis                     | Pussy Riot Irena Kraus                                              | Malin Stenberg                | Dramaten                               |
| 2016 | Barnmorskan Skomakaren                     | Falla ur tiden (Nofel michutz lazman) David Grossman                | Suzanne Osten                 | Dramaten                               |
| 2016 | Borkin                                     | Ivanov (Иванов, Ivanov) Anton Tjechov                               | Alexander Mørk-Eidem          | Dramaten                               |
| 2017 | Gafsan                                     | Filifjonkan som trodde på katastrofer Tove Jansson                  | Ada Berger Agneta von Hofsten | Dramaten                               |
| 2017 | Katrin Hulahu Blod Jägare Zebran Johnny    | Det blåser på månen (The Wind on the Moon) Eric Linklater           | Ellen Lamm                    | Dramaten                               |
| 2017 | Medverkande                                | Improvisation på slottet Andreas T. Olsson                          | Andreas T. Olsson             | Dramaten                               |
| 2017 | Inga                                       | Swede Hollow Ola Larsmo                                             | Alexander Mørk-Eidem          | Dramaten                               |
| 2018 | Dorine                                     | Tartuffe (Tartuffe, ou l'Imposteur) Molière                         | Staffan Valdemar Holm         | Dramaten                               |
| 2018 | Barbro                                     | LasseMaja och Hamletmysteriet Jonna Nordenskiöld och Martin Widmark | Jonna Nordenskiöld            | Dramaten                               |
| 2019 | Intervjuaren Marta Tågkonduktör Telefonist | Hålla andan (How to hold your breath) Zinnie Harris                 | Lena Endre                    | Dramaten                               |
| 2020 | Åsa Almansur Sven Tveskägg m.fl.           | Röde Orm Frans G. Bengtsson                                         | Alexander Mørk-Eidem          | Dramaten                               |
| 2021 |                                            | Den yttersta minuten Mattias Andersson                              | Mattias Andersson             | Dramaten                               |
| 2022 | Fru Linde                                  | Ett dockhem (Et Dukkehjem) Henrik Ibsen                             | Anna Pettersson               | Dramaten                               |
| 2024 |                                            | Yerma Federico García Lorca                                         | Lisaboa Houbrechts            | Dramaten                               |
| 2025 |                                            | Fem scener Norén Lars Norén                                         | Markus Öhrn                   | Dramaten                               |
| 2025 |                                            | Hinkemann Ernst Toller                                              | Anja Suša                     | Dramaten                               |